# Daïra d'Aïn Fekan
La daïra d'Aïn Fekan est une circonscription administrative algérienne située dans la wilaya de Mascara. Son chef-lieu est situé sur la commune éponyme de Aïn Fekan.

## Communes
La daïra regroupe les deux communes d'Aïn Fekan et Aïn Fras.